# 1509 a tudományban
Az 1509. év a tudományban és a technikában.

## Születések
- Bernardino Telesio itáliai filozófus és természettudós († 1558)
- Federico Commandino itáliai humanista, matematikus, aki főként ókori szerzők, köztük például Eukleidész, Pergai Apollóniosz, Papposz tudományos munkáinak fordítójaként ismert († 1575)

## Halálozások
- João da Nova portugál szolgálatban állt felfedező, az Atlanti-óceán és az Indiai-óceán kutatója (* 1460)